# Kosovska Kamenica
Kosovska Kamenica (serb. - cyrylica Косовска Каменица, alb. Kamenicë albo Dardana) – miasto we wschodnim Kosowie; w regionie Gnjilane; 10,5 tys. mieszkańców (2005). Burmistrzem miasta jest Shaip Surdulli.